# Nebaj
Nebaj é uma cidade da Guatemala do departamento de El Quiché.